# Insurgente Picoté
Insurgente Picoté är en ort i Mexiko.   Den ligger i kommunen Sitalá och delstaten Chiapas, i den sydöstra delen av landet, 800 km öster om huvudstaden Mexico City. Insurgente Picoté ligger 1 026 meter över havet och antalet invånare är 668.
Terrängen runt Insurgente Picoté är varierad. Runt Insurgente Picoté är det ganska tätbefolkat, med 129 invånare per kvadratkilometer. Närmaste större samhälle är Pantelhó, 11,0 km sydväst om Insurgente Picoté. Omgivningarna runt Insurgente Picoté är en mosaik av jordbruksmark och naturlig växtlighet.